# Главный стадион Азиады в Пусане
Главный стадион Азиады в Пусане[стиль] (кор. 부산 아시아드 주경기장; Пусан асиады чугёнгиджан) — многоцелевой стадион в Пусане, Корея. Является главным стадионом спортивного комплекса «Саджик», был построен в 2002 году для Азиатских игр и матчей Чемпионата мира по футболу 2002 года. Стадион также принимал церемоний открытия и закрытия Азиатских игр 2002 года. Это домашний стадион для ФК «Пусан Ай Парк».

## Стадион наЧемпионате мира по футболу 2002
Стадион принял 3 матча Чемпионата мира по футболу 2002. Средняя посещаемость на стадионе во время чемпионата мира: 37412 болельщиков.
| # | Дата   | Соперник 1       | Результат | Соперник 2 | Турнир         |
| - | ------ | ---------------- | --------- | ---------- | -------------- |
| 1 | 2 июня | Парагвай         | 2-2       | ЮАР        | Групповой этап |
| 2 | 4 июня | Республика Корея | 2-0       | Польша     | Групповой этап |
| 3 | 6 июня | Франция          | 0-0       | Уругвай    | Групповой этап |